# Тавау
Тавау (малай. Tawau, джаві: تاواو‎) — місто в Малайзії, у штаті Сабах, адміністративний центр округу Тавау.

## Географія
Місто розташоване на північному сході острова Калімантан, недалеко від кордону з Індонезією. З заходу, півдня і сходу місто омивається водами затоки Ков'є моря Сулавесі. На півночі розташований вулканічний масив висотою до 1000—1200 м, на північному заході гори висотою до 1200—1400 м.
Площа міста 55,9 км², однойменного муніципалітету — 6125 км. Чисельність населення (2010): відповідно — 113 809 та 397 673 особи.

## Клімат
Клімат Тавау — екваторіальний за класифікацією по системі кліматів Кеппена. Клімат має відносно високу температуру і вологість з середньою добовою температурою в тіні близько 26 °C (від 29 °C — в полудень, падає до 23 °C — в нічний час). Місто має велику кількість опадів протягом всього року, з тенденцією на липень, серпень, вересень, які вважаються дощовими місяцями, лютий, березень і квітень — відносно сухі. Річна кількість опадів Тавау коливається від 1800 до 2500 мм.
| Клімат Тавау                               | Клімат Тавау | Клімат Тавау | Клімат Тавау | Клімат Тавау | Клімат Тавау | Клімат Тавау | Клімат Тавау | Клімат Тавау | Клімат Тавау | Клімат Тавау | Клімат Тавау | Клімат Тавау | Клімат Тавау |
| Показник                                   | Січ.         | Лют.         | Бер.         | Квіт.        | Трав.        | Черв.        | Лип.         | Серп.        | Вер.         | Жовт.        | Лист.        | Груд.        | Рік          |
| Середній максимум, °C                      | 31,6         | 31,4         | 31,9         | 32,3         | 32,4         | 31,8         | 31,3         | 31,5         | 31,7         | 31,9         | 32,0         | 31,9         | 31,8         |
| Середня температура, °C                    | 26,1         | 26,1         | 26,6         | 27,0         | 27,2         | 26,9         | 26,4         | 26,6         | 26,5         | 26,7         | 26,7         | 26,3         | 26,6         |
| Середній мінімум, °C                       | 22,4         | 22,3         | 22,6         | 23,1         | 23,5         | 23,3         | 22,8         | 22,9         | 22,7         | 23,0         | 23,0         | 22,6         | 22,8         |
| Середня кількість сонячних годин на місяць | 182,5        | 183,8        | 216,5        | 222,6        | 231,1        | 191,6        | 216,2        | 218,9        | 198,3        | 198,1        | 193,3        | 194,0        | 2446,9       |
| Норма опадів, мм                           | 138.3        | 101.8        | 100.5        | 89.8         | 126.3        | 162.2        | 207.3        | 201.6        | 178.7        | 170.5        | 150.3        | 135.5        | 1762.8       |
| Днів з дощем                               | 13           | 11           | 10           | 10           | 12           | 12           | 14           | 13           | 12           | 13           | 13           | 13           | 146          |
| ------------------------------------------ | ------------ | ------------ | ------------ | ------------ | ------------ | ------------ | ------------ | ------------ | ------------ | ------------ | ------------ | ------------ | ------------ |
| Джерело: NOAA                              |              |              |              |              |              |              |              |              |              |              |              |              |              |

## Економіка
Основу економіки міста складає сільське господарство та пов'язані з ним галузі виробництва. За даними на 1998 рік, понад 123 гектар в околицях міста було пристосовані під сільськогосподарську діяльність. Основними продуктами діяльності: кокосові горіхи, пальмова олія, какао та каучук.
Також велике значення в економічному житті міста має море. У місті є морський порт. Місцевими рибалками виловлюється велика кількість риби, креветок та інших морських організмів. Морепродукти йдуть не тільки на задоволення місцевого попиту, а й на експорт — в Японію, Гонконг, США, Сінгапур і в материкову частину Малайзії.
У Тавау розвивається така галузь народного господарства, як аквакультура, тобто, вирощування різних видів їстівних морських тварин і рослин в спеціальних садках.

## Галерея

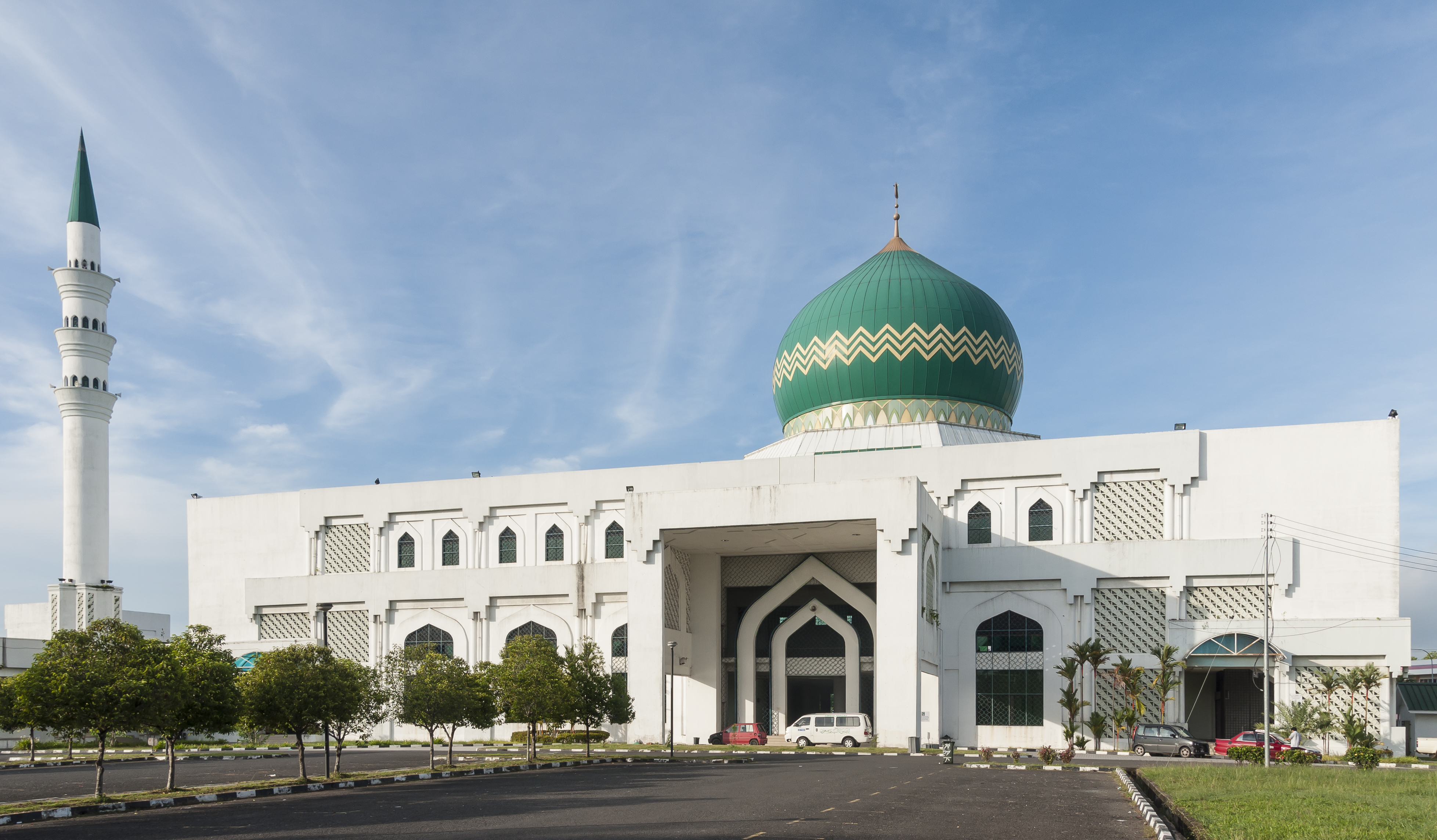
Ал-Каутгар, найбільша мечеть штату
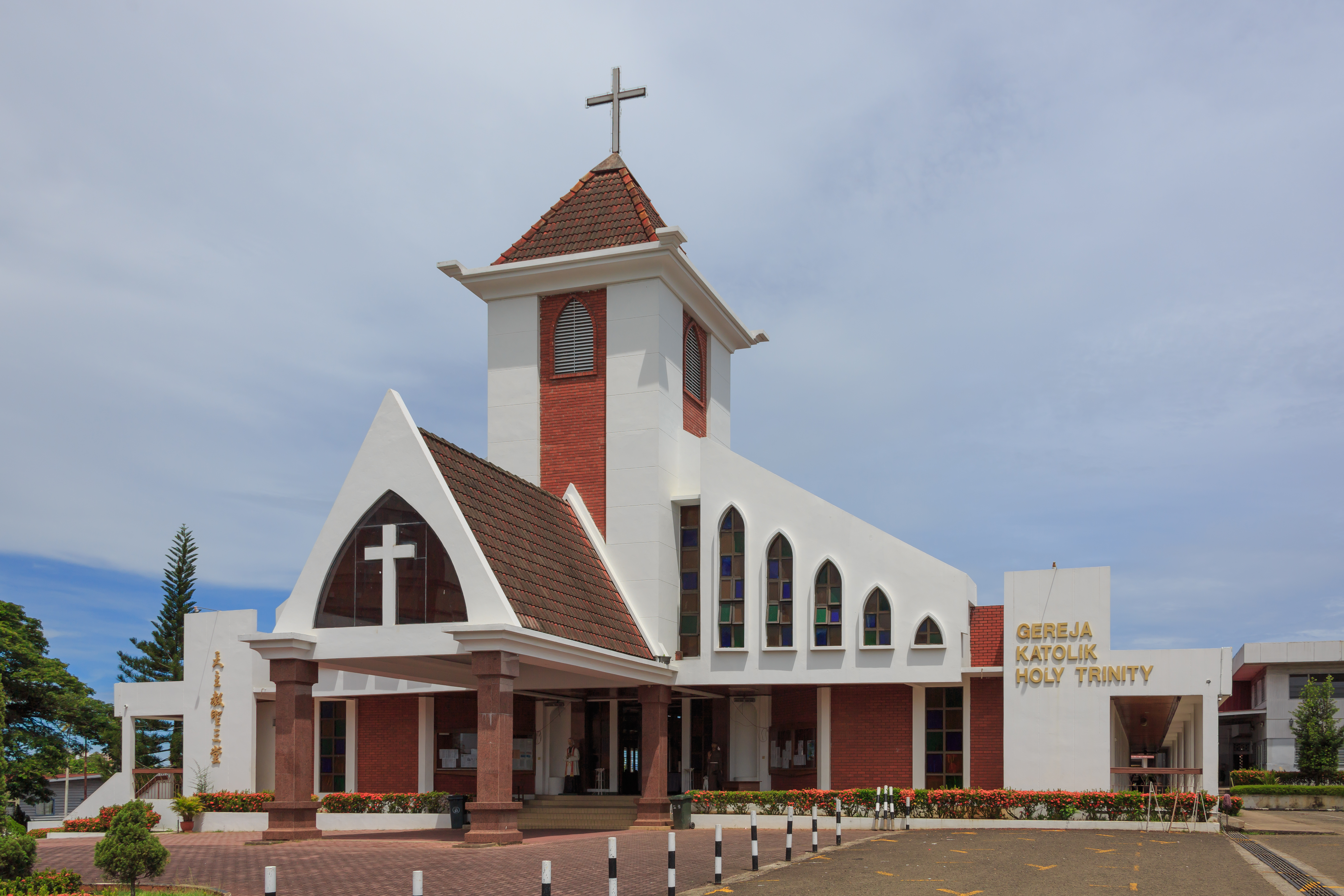
Католицький костел Святої Трійці
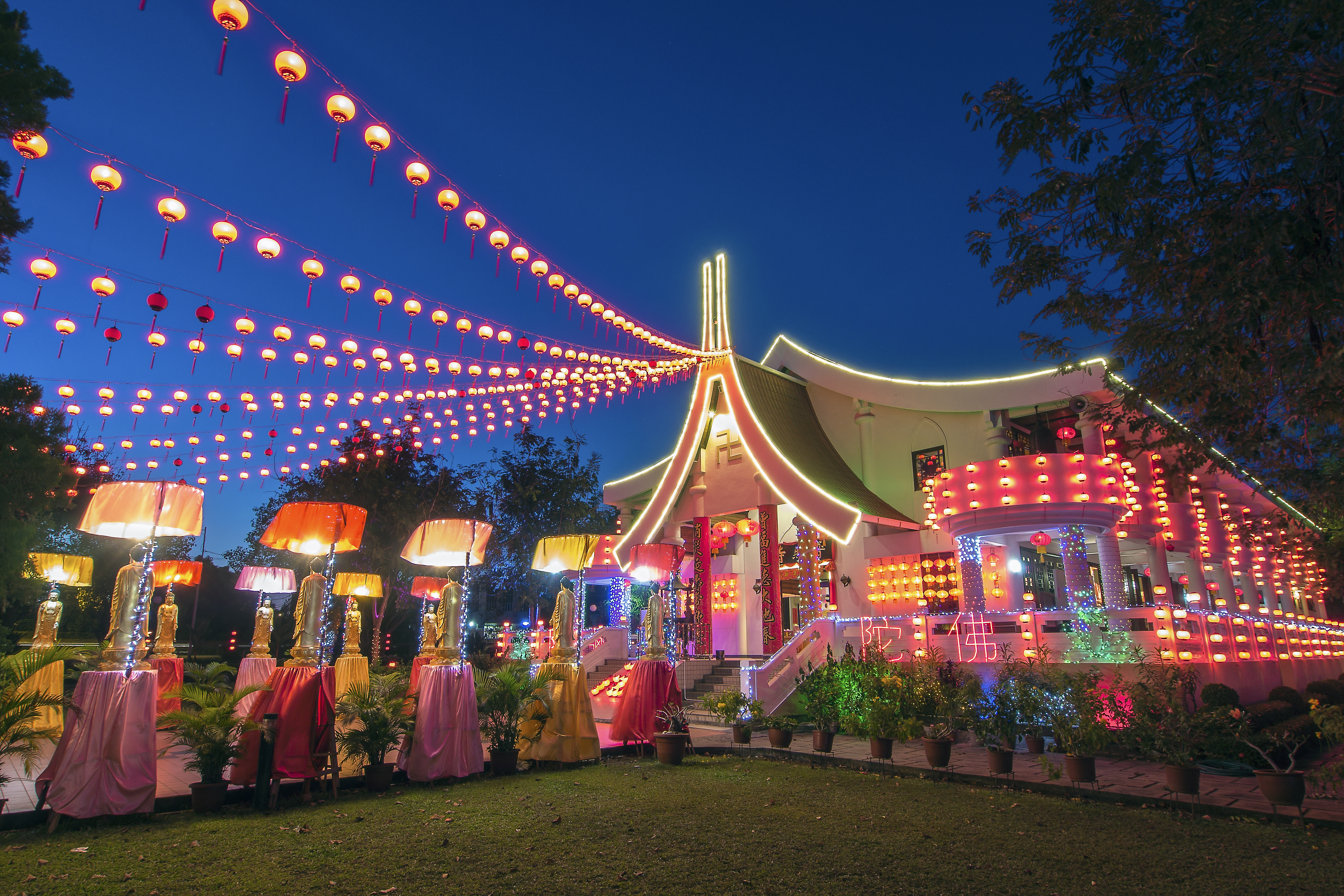
Будійський храм Пу-Згао
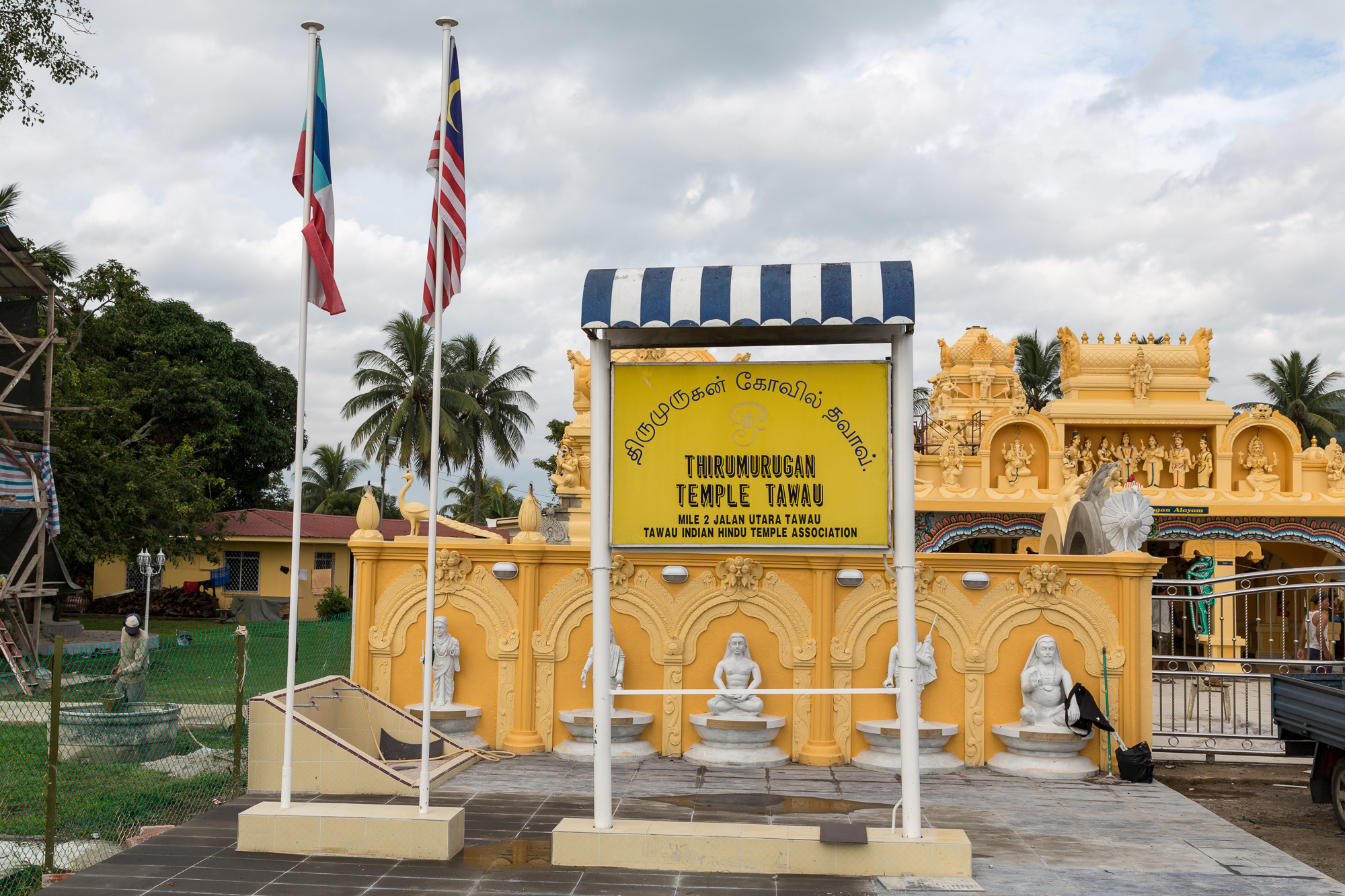
Індуїстський храм — мандір